# Antonio Franseri

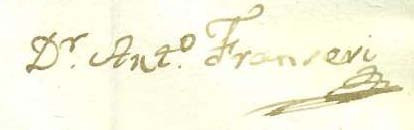
Firma de Antonio Franseri

Antonio Franseri (Valencia, 4 de diciembre de 1745-Madrid, 6 de octubre de 1830) fue un médico español.

## Biografía
Nació en Valencia el 4 de diciembre de 1745 y cursó sus estudios en dicha ciudad. Fue, en Madrid, escribiente de Andrés Piquer, socio correspondiente de las academias de París, Sevilla, Barcelona y Cartagena y presidió la de medicina de la corte, de la que era socio de número desde 1770. Además, fue médico de la real familia desde 1785 y examinador perpetuo del protomedicato en 1789, médico de cámara con ejercicio en 1803, acompañó a Fernando VII al exilio en Francia durante la guerra de Independencia y, tras su regreso, ocupó altos cargos en la Facultad de Medicina de Madrid. Antonio José de Cavanilles nombró un género de plantas, Franseria (hoy Ambrosia), en su honor. Falleció en Madrid el 6 de octubre de 1830.

## Obra
- Memoria sobre una dificultad de respirar que manifiesta el influjo de la luna en el cuerpo humano (Madrid, 1797)[3]
- Observaciones sobre la enfermedad llamada chorea Santi Vit[3]